# Ictalurus furcatus
Ictalurus furcatus (tên trong tiếng Anh: Blue catfish - "cá nheo lục") là một trong các loài cá da trơn lớn nhất Bắc Mỹ, thuộc họ Ictaluridae. Nó giống với loài cá da trơn Ictalurus punctatus có quan hệ gần, nhưng nhỏ hơn, thiếu đốm và có vây đuôi với chẽ đuôi nông hơn. Nó được tìm thấy ở Mexico và Hoa Kỳ.
Loài cá này dài 165 cm và nặng 68 kg. Loài cá này phân bố chủ yếu trong hệ thống thoát nước sông Mississippi, Missouri, Ohio, Tennessee, và sông Arkansas. Chúng cũng đã được du nhập đến một số hồ chứa và sông, đặc biệt là các hồ Santee Cooper và hồ Marion và hồ Moultrie ở South Carolina, sông James ở Virginia, và Powerton hồ Pekin, Illinois.
Loài cá này là loài động vật ăn thịt cơ hội và sẽ ăn bất kỳ loài cá nào mà chúng có thể bắt, cũng như tôm càng, trai nước ngọt, ếch và các nguồn thực phẩm thủy sinh khác có sẵn, một số con các nheo lục từng tấn công các thợ lặn.

## Hình ảnh

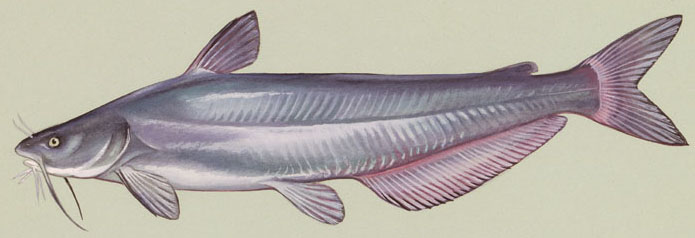
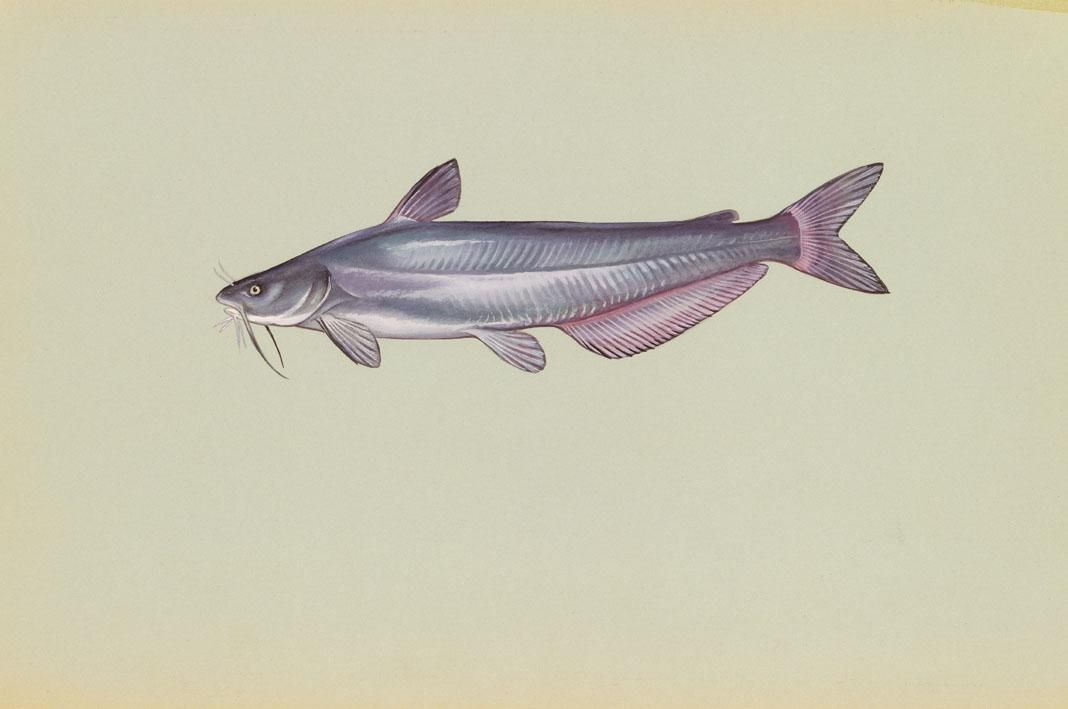
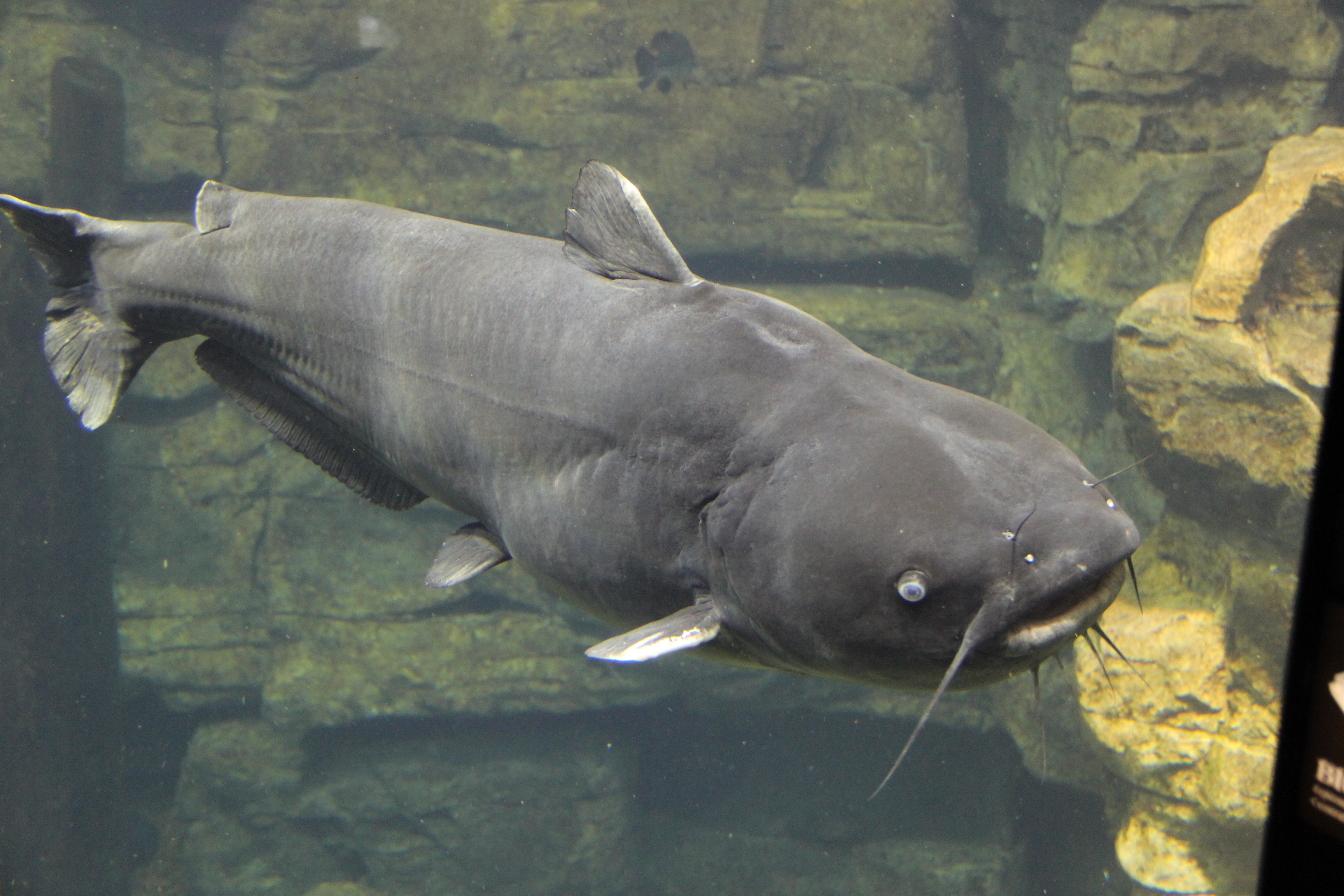
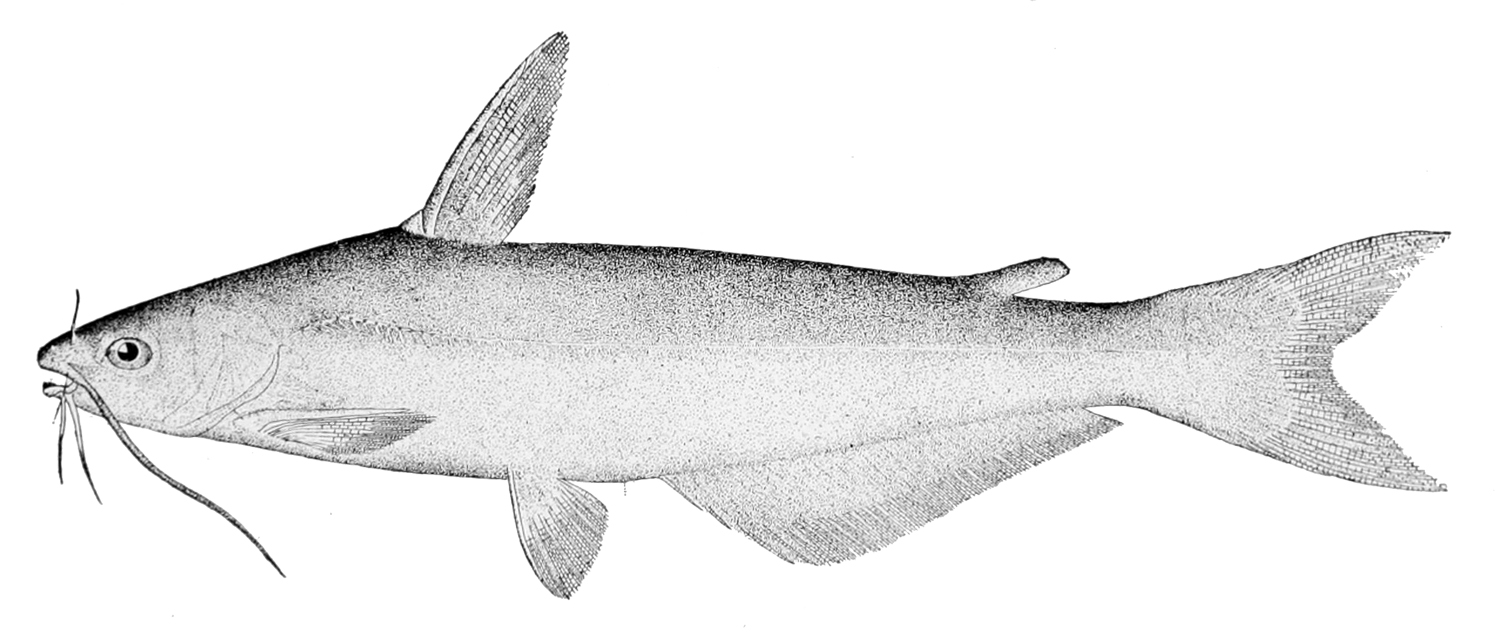